# Souvrství Two Medicine

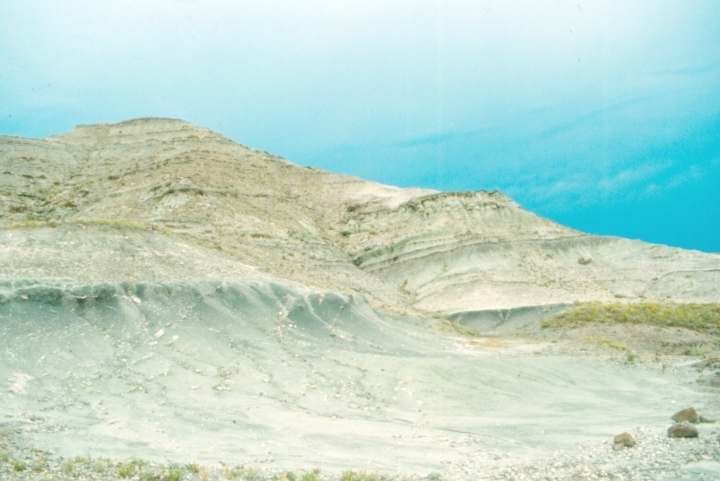
Výchozy souvrství Two Medicine.

Souvrství Two Medicine je geologickou formací z doby před 82,4 až 74,4 milionu let, tedy z období geologického věku kampán (pozdní svrchní křída). Výchozy tohoto souvrství se rozkládají na území severozápadní Montany v USA a na jihu kanadské provincie Alberty.

## Popis
Ve většině případů se jedná o usazené pískovce, které byly uloženy dávnými řekami a říčními deltami. Podnebí bylo horké a převážně suché, s občasnými výraznými přeháňkami. Mocnost sedimentů tohoto souvrství činí až 600 metrů.

## Význam

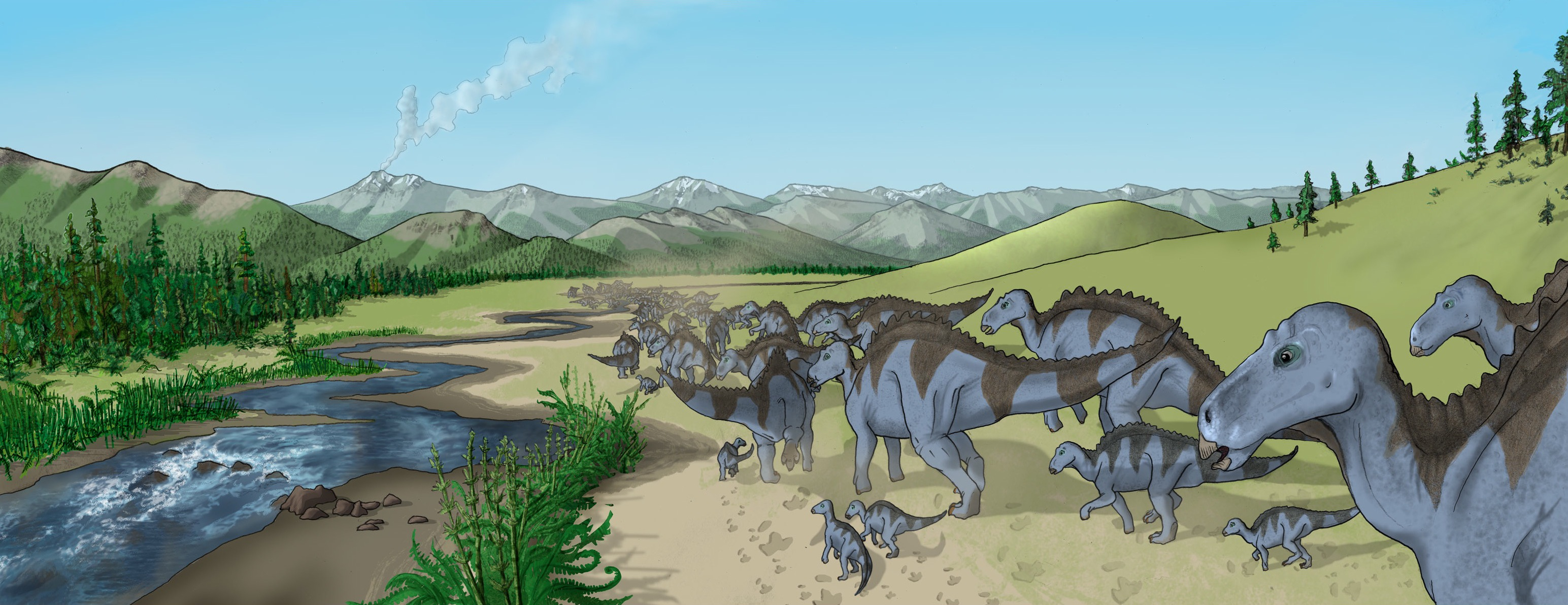
Umělecká rekonstrukce stáda kachnozobých dinosaurů rodu Maiasaura.

Souvrství Two Medicine začalo být vědecky zkoumáno již roku 1913, teprve od konce 70. let 20. století ale přišly nejvýznamnější objevy. Ty se týkají zejména dinosaurů, kteří byli v tehdejších ekosystémech nejhojnějšími velkými obratlovci. Mimo jiné zde bylo roku 1979 paleontologem Jackem Hornerem identifikováno první dinosauří hnízdiště (hadrosaurid druhu Maiasaura peeblesorum). Významnou lokalitou je také Egg Mountain („Hora vajec“), na níž byly odkryty pozůstatky hnízd dinosaurů rodu Troodon a Orodromeus. Další hnízdiště patřila kachnozobému dinosaurovi druhu Hypacrosaurus stebingeri.
Mezi nejzajímavější objevy z tohoto souvrství patří například vůbec první potenciální fosilie embryí tyranosauridů, objevené v podobě malé čelistní kosti a drápu z nohy v souvrství Two Medicine a v souvrství Horseshoe Canyon na území kanadské Alberty. Jednalo se o velmi malé exempláře o délce asi 0,7 a 1,0 metru, pravděpodobně dosud nevylíhlá nebo jen krátce vylíhnutá mláďata rodů Albertosaurus, Gorgosaurus nebo Daspletosaurus.

## Dinosauří fauna
Ankylosauři
- Edmontonia
- Euoplocephalus
- Oohkotokia
- Scolosaurus[8]

Rohatí dinosauři
- Achelousaurus
- Brachyceratops
- Cerasinops
- Einiosaurus
- Prenoceratops
- Rubeosaurus

Ornitopodi
- Acristavus
- Glishades
- Gryposaurus
- Hypacrosaurus
- Maiasaura
- Orodromeus
- Prosaurolophus

Teropodi
- Bambiraptor
- Caenagnathus
- Daspletosaurus[9]
- Dromaeosaurus?
- Gorgosaurus[10]
- Richardoestesia?
- Saurornitholestes
- Stenonychosaurus?[11]

Z dalších živočichů zde byly objeveny fosilie krokodýlovitýcxh plazů, ptakoještěrů, savců, praptáků, champsosaurů, ještěrů i bezobratlých (měkkýšů, hmyzu ad.). Byly objeveny také výlitky původních dutin vyhrabaných tehdejšími savci a dokonce i dinosauří koprolity. V sedimentech tohoto souvrství byly objeveny také fosilní vývržky (částečně natrávené kousky potravy), náležející patrně troodonům. Jejich součástí byly i kůstky malých savců.